# روانشناسی رویاپردازی
روانشناسی رویاپردازی یا روانشناسی رویاپردازان(به انگلیسی: Dreamers Psychology) مطالعات، تجزیه و تحلیل و بررسی افرادی است که از حد متوسط و میانه فراتر به رویاپردازی ذهنی می پردازند. چنین افرادی از خودواقعی فراتر رفته و همواره در اشکال و شمایل ذهنی خود را یک منِ آرمانی و رویایی می بینند. این مسئله در علم روانشناسی تحت عنوان رویاپردازی ناسازگارانه نیز تعبیر و تفسیر شده است اما اندکی با آن تفاوت دارد. بعنوان مثال فرد خود را در حالی که هنوز یک دانش آموز کلاس یازدهم دبیرستان در یک محله دورافتاده و ناشناس در شاخ آفریقا است، در خانواده ای فقیر و سطح فرهنگی پایین، عدم دسترسی به انواعی از امکانات و امثالهم است یک خواننده بسیار مشهور و ثروتمند هالیوودی در هشت سال آینده می انگارد! این افراد هیچ برنامه ای برای رسیدن به رویای خود نداشته و همچنین اهدافی نیز برای تحقق رویا تعیین نمی کنند تنها کاری که آنها می کنند تعابیر ذهنی مملو از همان رویاپردازی ها است.

## منبع
1. ↑  کتاب شفاف بیندیشید